# Roger Cicero
Roger Cicero (ur. 6 lipca 1970 w Berlinie, zm. 24 marca 2016 w Hamburgu) – niemiecki piosenkarz jazzowy.

## Życiorys
Był synem pianisty Eugena Cicero.
Jako piosenkarz zadebiutował w wieku 11 lat występem z niemiecką piosenkarką Heleną Vitą. Gdy miał 16 lat, został członkiem RIAS-Tanzorchester pod dyrekcją Horsta Jankowskiego. Dwa lata później wstąpił do Hohner Conservatory w Trossingen, gdzie otrzymał wykształcenie w klasie fortepianu, gitary i śpiewu. W latach 1989–1993 występował z Eugen Cicero Trio, a od 1991 do 1996 roku studiował śpiew w klasie jazzu w Hogeschool voor de Kunsten (Akademii Sztuk Pięknych) w Hilversum. Występował również m.in. w zespołach Jazzkantine i Soulounge, z którymi brał udział w Montreux Jazz Festival.
W 2003 roku założył zespół Roger Cicero Quartet. W 2006 nagrał album pt.  Good Morning Midnight  z jazzową pianistką Julią Hülsmann oraz solową płytę pt. Männersachen. W 2007 roku wydał album pt. Beziehungsweise oraz, reprezentując Niemcy z utworem „Frauen regier’n die Welt”, zajął 19. miejsce w finale 52. Konkursu Piosenki Eurowizji w Helsinkach.

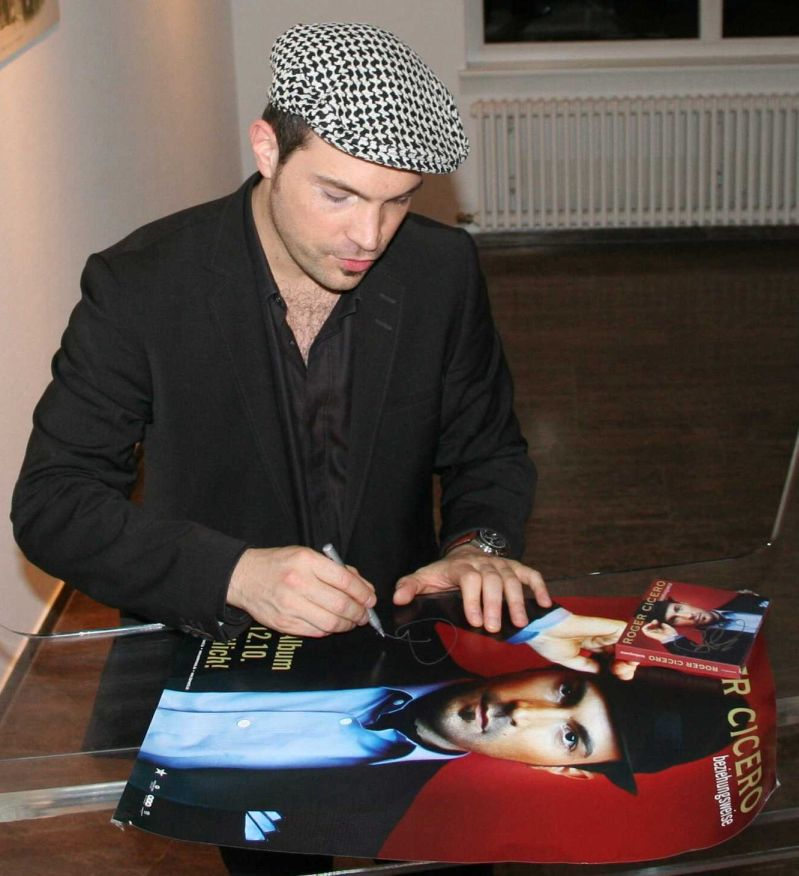
Cicero (2008)

W 2009 wydał album pt. Artgerecht oraz zadebiutował jako aktor rolą Ricciego Bluma w filmie Kaia Wessela Hilde i użyczył głosu Księciu Naveenowi w niemieckiej wersji językowej filmu animowanego Księżniczka i żaba, a także wystąpił we Frankfurcie nad Menem podczas koncertu w hołdzie Dalajlamie Tenzinowi Gjaco.
W lutym 2010 zagrał koncert na festiwalu Montreux Jazz Festival w Szwajcarii, a zapis z koncertu wydał na albumie koncertowym pt. Roger Cicero – Live at Montreux 2010. W tym samym roku na rynek trafiła książka autobiograficzna Cicero pt. „Weggefährten: Meine Songs fürs Leben”. Po wydaniu książki wyruszył w trasę koncertową wraz z pianistą Lutzem Krajenskim.
W 2011 roku wydał album pt. In diesem Moment, a pochodzący z płyty utwór „Für nichts auf dieser Welt”, został wybrany przez Niemieckie Stowarzyszenie Piłkarskie na oficjalny hymn fanów reprezentacji Niemiec podczas Mistrzostw Europy w Piłce Nożnej „Euro 2012”. W kwietniu 2012 roku Cicero wystąpił z amerykańskim aktorem i piosenkarzem Robertem Davim w programie Durch die Nacht mit... na francusko-niemieckim kanale telewizyjnym Arte.
W 2014 roku wydał album pt. Was immer auch kommt oraz wziął udział w programach Sing meinen Song – Das Tauschkonzert i Sing meinen Song (Das Weihnachtskonzert) na VOX; zapis koncertów ukazał się na płytach.

## Życie prywatne
Spotykał się z Kathrin Claasen, z którą miał syna, Louisa (ur. 2008). W sierpniu 2013 roku para się rozstała.
Zmarł 24 marca 2016 w wieku 45 lat w wyniku udaru mózgu.

## Dyskografia
Albumy studyjne
- Good Morning Midnight (2006; z Julią Hülsmann)
- Männersachen (2006)
- Beziehungsweise (2007)
- Artgerecht (2009)
- In diesem Moment (2011)
- Was immer auch kommt (2014)